# Sleep Alone
«Sleep Alone» — третий сингл британской певицы Наташи Хан, выступающей под псевдонимом Bat for Lashes с её второго студийного альбома Two Suns. Сингл был издан 6 сентября 2009 года в формате цифровой дистрибуции в виде двойного A-сайда с песней «Moon and Moon».. Bat for Lashes исполнила «Sleep Alone» в живую на телешоу Late Night with Jimmy Fallon 12 августа 2009 года.

## Информация о песне
В интервью для BBC Newsbeat Наташа Хан рассказала: «Я всегда была девушкой из 80х, и я думаю, что при первой записи я была очень стеснительной, я хотела бы всего лишь сделать и показать, как я играла эту песню в своей спальне. Я выросла, слушая The Cure и мне нравилось раннее творчество Мадонны и Принса и всё такое, и я думаю, тем, что подтолкнуло меня, была большая уверенность в достижении и раскрытии даже больших аспектов своей личности и того, что я люблю». В видеоклипе отражены мысли Хан, где в начале клипа появляется её спальня, а сам клип отражает стилистику 80х.

## Список композиций
Download
| №                   | Название                                                           | Длительность |
| ------------------- | ------------------------------------------------------------------ | ------------ |
| 1.                  | «Sleep Alone» (радио версия)                                       | 3:08         |
| 2.                  | «Moon and Moon»                                                    | 3:07         |
| 3.                  | «Glass» (live on Sirius Satellite Radio, New York City)            | 3:50         |
| 4.                  | «Travelling Woman» (live on Sirius Satellite Radio, New York City) | 3:26         |
| 5.                  | «Sleep Alone» (Van Rivers & The Subliminal Kid remix)              | 4:37         |
| Общая длительность: | Общая длительность:                                                | 18:08        |

## Хронология релизов
| Страна         | Дата            | Лейбл      | Формат               |
| -------------- | --------------- | ---------- | -------------------- |
| Великобритания | 6 сентября 2009 | Parlophone | цифровая дистрибуция |